# Mehdy Metella
Mehdy Abdelhafid Metella (Cayena, Guayana Francesa, 17 de julio de 1992) es un deportista francés que compite en natación, especialista en los estilos libre y mariposa. Su hermana Malia compitió en el mismo deporte.
Participó en dos Juegos Olímpicos de Verano, obteniendo una medalla de plata en Río de Janeiro 2016, en la prueba de 4 × 100 m libre, y el sexto lugar en Tokio 2020, en la misma prueba.
Ganó cuatro medallas en el Campeonato Mundial de Natación entre los años 2015 y 2019, y cuatro medallas en el Campeonato Mundial de Natación en Piscina Corta, en los años 2014 y 2016.
Además, obtuvo siete medallas en el Campeonato Europeo de Natación entre los años 2014 y 2018, y una medalla de bronce en el Campeonato Europeo de Natación en Piscina Corta de 2012.

## Palmarés internacional
| Juegos Olímpicos                    | Juegos Olímpicos        | Juegos Olímpicos  | Juegos Olímpicos      |
| Año                                 | Lugar                   | Medalla           | Prueba                |
| ----------------------------------- | ----------------------- | ----------------- | --------------------- |
| 2016                                | Río de Janeiro (Brasil) | Medalla de plata  | 4 × 100 m libre       |
| Campeonato Mundial                  |                         |                   |                       |
| Año                                 | Lugar                   | Medalla           | Prueba                |
| 2015                                | Kazán (Rusia)           | Medalla de oro    | 4 × 100 m libre       |
| 2015                                | Kazán (Rusia)           | Medalla de bronce | 4 × 100 m estilos     |
| 2017                                | Budapest (Hungría)      | Medalla de bronce | 100 m libre           |
| 2019                                | Gwangju (Corea del Sur) | Medalla de bronce | 4 × 100 m libre mixto |
| Campeonato Mundial en Piscina Corta |                         |                   |                       |
| Año                                 | Lugar                   | Medalla           | Prueba                |
| 2014                                | Doha (Catar)            | Medalla de oro    | 4 × 100 m libre       |
| 2014                                | Doha (Catar)            | Medalla de plata  | 4 × 50 m estilos      |
| 2014                                | Doha (Catar)            | Medalla de bronce | 4 × 100 m estilos     |
| 2016                                | Windsor (Canadá)        | Medalla de plata  | 4 × 100 m libre       |
| Campeonato Europeo                  |                         |                   |                       |
| Año                                 | Lugar                   | Medalla           | Prueba                |
| 2014                                | Berlín (Alemania)       | Medalla de oro    | 4 × 100 m libre       |
| 2014                                | Berlín (Alemania)       | Medalla de plata  | 4 × 100 m estilos     |
| 2016                                | Londres (Reino Unido)   | Medalla de plata  | 4 × 100 m estilos     |
| 2016                                | Londres (Reino Unido)   | Medalla de bronce | 100 m mariposa        |
| 2018                                | Glasgow (Reino Unido)   | Medalla de oro    | 4 × 100 m libre mixto |
| 2018                                | Glasgow (Reino Unido)   | Medalla de plata  | 100 m mariposa        |
| 2018                                | Glasgow (Reino Unido)   | Medalla de bronce | 100 m libre           |
| Campeonato Europeo en Piscina Corta |                         |                   |                       |
| Año                                 | Lugar                   | Medalla           | Prueba                |
| 2012                                | Chartres (Francia)      | Medalla de bronce | 100 m mariposa        |